# Auletomorphosus wagneri
Auletomorphosus wagneri is een keversoort uit de familie Rhynchitidae. De wetenschappelijke naam van de soort is voor het eerst geldig gepubliceerd in 1957 door Voss.